# Nayouri
Nayouri est une commune rurale située dans le département de Yamba de la province du Gourma dans la région de l'Est au Burkina Faso.

## Géographie
Nayouri est situé à 10 km au Sud-Ouest de Yamba, le chef-lieu du département. La commune est traversée par la route nationale 18.

## Santé et éducation
Nayouri accueille un centre de santé et de promotion sociale (CSPS).